# 党大会

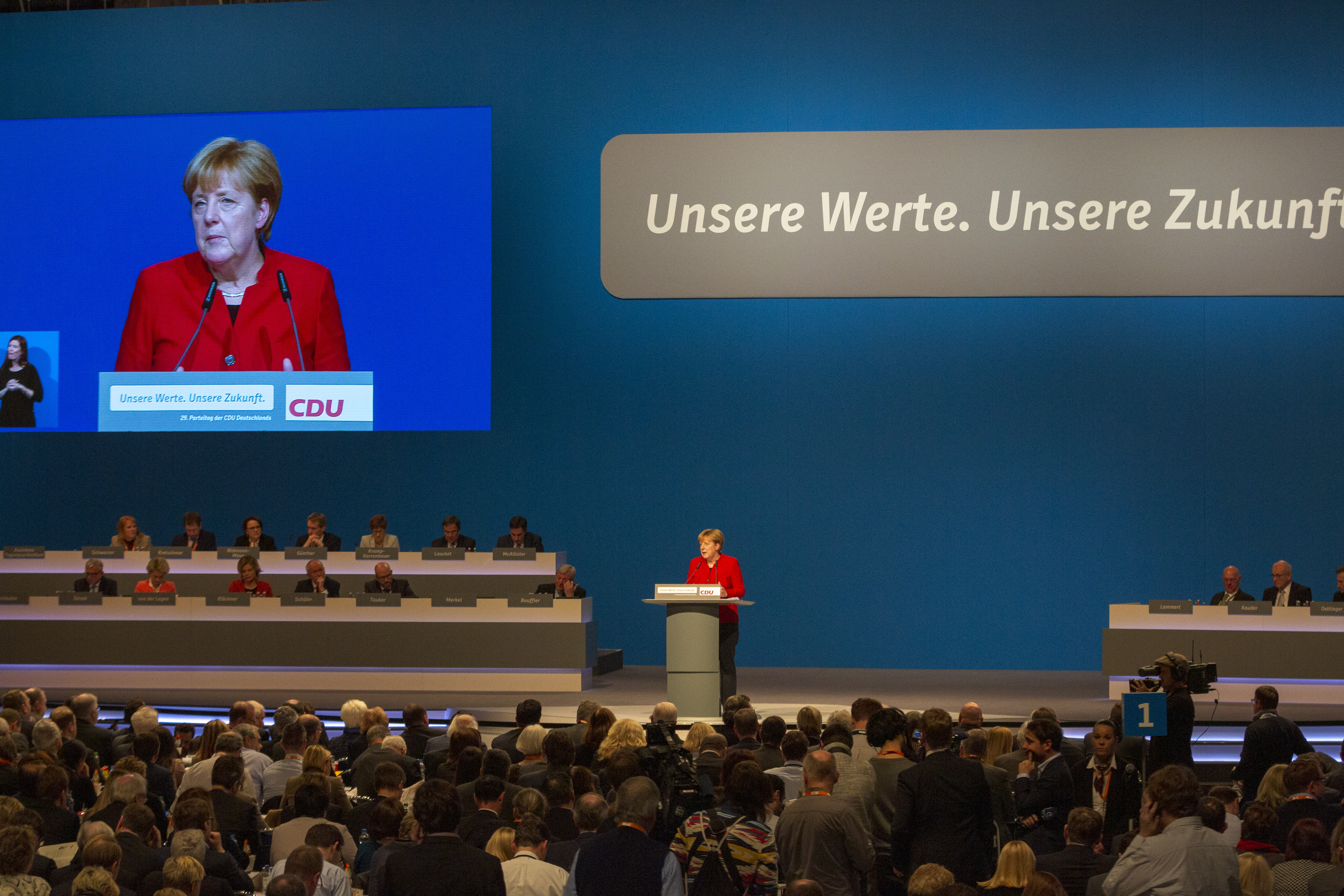
党大会の例。2016年のドイツキリスト教民主同盟(CDU)党大会で演説するアンゲラ・メルケル党首（当時)

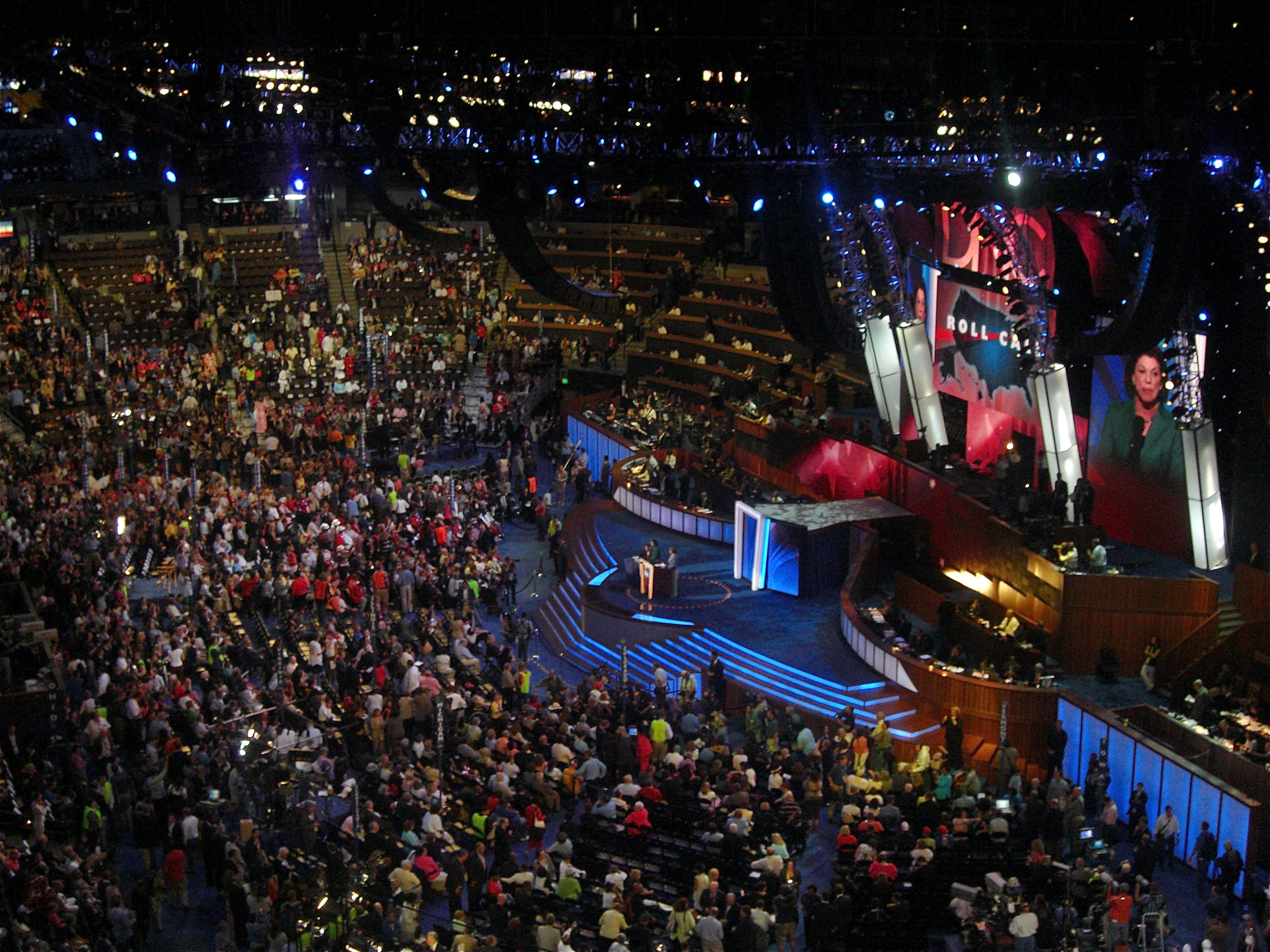
2008年に行われたアメリカの民主党全国大会

党大会（とうたいかい 英語: party conference (イギリス英語), political convention (アメリカ英語)）は、政党の最高決定機関である。綱領や規約の制定・改廃、政策方針・選挙公約の決定、党の代表者や役員の選出、大統領候補や首相候補の選出などが行われる。共産主義政党では党大会によって中央委員会が選出され、党大会の閉会中は中央委員会が次の党大会までの間に党大会の決議に基づいて党全体を指導する。
また、中華人民共和国のような社会主義国では共産党が国家を指導するため、国家の最高決定機関である議会よりも党大会の方が重視される場合もある。

## 各党の党大会
- 日本共産党大会
- 中国共産党全国代表大会
- ベトナム共産党大会
- ナチ党党大会（ドイツ）
- ソ連共産党大会
- 共和党全国大会（アメリカ合衆国）
- 民主党全国大会（アメリカ合衆国）
- リバタリアン党全国大会（アメリカ合衆国）
- 朝鮮労働党大会（北朝鮮）